# Жедрит
Жедрит (рос. жедрит; англ. gedrite; нім. Gedrit m) — мінерал, гідроксилалюмосилікат натрію, магнію, закисного заліза, марганцю та алюмінію. Група амфіболів. Склад варіює.

## Етимологія та історія
Назва — за місцем першознахідки — на родовищі Жедре (Франція) — 1836 р.

## Загальний опис
У ізоморфному ряду виділяють:
- магнезіожедрит Mg5Al2 (Si6Al2O22)(OH)2,
- ферожедрит Fe52+Al2(Si6Al2O22)(OH)2,
- натрієвий жедрит Na(MgFe)6Al(Si6Al2O22)(OH)2.

Mg i Fe може заміщуватися Mn. Група (OH) може заміщуватися (F, Cl).
Сингонія ромбічна. Густина 3,28. Твердість 6,0. Колір бурий. Волокнистий.
Зустрічається в Норвегії. Асоціює з амфіболітами і габроїдними породами. Рідкісний.
Розрізняють також:
- жедрит залізистий (відміна жедриту, яка містить понад 26 % FeO).